# 中华人民共和国专利法
《中华人民共和国专利法》是中华人民共和国政府颁布的旨在保护和鼓励专利权的一部法律。该法律最初颁布于1984年3月12日，并于1985年4月1日开始施行。其后于1992年9月4日、2000年8月25日、2008年12月27日、2020年10月17日四次修正，最后一次修正自2021年6月1日起生效。

## 历史
1950年8月17日，中华人民共和国中央人民政府政务院颁布了《保障发明权与专利权暂行条例》，这是中华人民共和国成立以来，第一部明确对专利权加以保护的法律条文。尽管直至1963年11月由中华人民共和国国务院明令废止这一暂行条例时止，历时13年间，政务院仅根据这一条例先后批准了4项专利权和6项发明权，但是这一条例的颁布对于日后中国知识产权保护体制的完善起了重要的作用。
1984年3月12日，第六届全国人民代表大会常务委员会第4次会议通过《中华人民共和国专利法》，并由国家主席李先念签署中华人民共和国主席令六届第11号颁布，自1985年4月1日起施行。这是中华人民共和国第一部完善的保护专利权的法律（在中华人民共和国之前有1944年5月29日颁布的《中华民国专利法》）。
1992年9月4日，根据第七届全国人民代表大会常务委员会第27次会议《关于修改〈中华人民共和国专利法〉的决定》第1次修正。
2000年8月25日，根据第九届全国人民代表大会常务委员会第17次会议《关于修改〈中华人民共和国专利法〉的决定》第2次修正，由中华人民共和国主席令第36号颁布，并于2001年7月1日起施行。
2001年6月15日，国务院总理朱镕基签署中华人民共和国国务院令第306号公布《中华人民共和国专利法实施细则》，自2001年7月1日起施行。在此之前于1992年12月12日由国务院批准修订、1992年12月21日由中国专利局发布的《中华人民共和国专利法实施细则》同时废止。
2002年12月28日，根据《国务院关于修改〈中华人民共和国专利法实施细则〉的决定》修订《中华人民共和国专利法实施细则》，由国务院总理朱镕基签署中华人民共和国国务院令第368号公布，自2003年2月1日起施行。
2008年12月27日，根据第十一届全国人民代表大会常务委员会第6次会议《关于修改〈中华人民共和国专利法〉的决定》第三次修正，由中华人民共和国主席令第8号颁布，并于2009年10月1日起施行。
2010年1月9日，根据《国务院关于修改〈中华人民共和国专利法实施细则〉的决定》第2次修订《中华人民共和国专利法实施细则》，自2010年2月1日起施行。
2020年10月17日，根据第十三届全国人民代表大会常务委员会第22次会议通过的《全国人民代表大会常务委员会关于修改〈中华人民共和国专利法〉的决定》第四次修正，由中华人民共和国主席令第55号颁布，并于2021年6月1日起施行。此次修法將法定赔偿额上限提高至500万元人民币，下限提高至三万元人民幣。

## 内容
现行专利法对专利权的授予条件、申请及审批程序、权利的期限和终止、强制许可、专利权的保护做出了明确的规定。

### 保护对象
现行专利法明确规定了专利的分类（发明，实用新型，外观设计）和内容，指出药品、生物及微生物制品、化学制品、食品均可受到专利法保护，而疾病的诊断和治疗方法、烹调方法等不享有专利权的保护。

### 专利权的期限
根据现行专利法的规定，发明专利权的期限为二十年，实用新型专利权和外观设计专利权的期限为十年，均自申请日起计算。在此期间，权利人必须向管理部门缴纳一定的年费，否则专利权将在期限届满前终止。

### 强制许可
根据现行专利法的规定，国务院有权对专利权实施强制许可。许可费用由权利方和被许可方双方协商解决；双方不能达成协议的，由国务院专利行政部门裁决。